# راي ألكسندر
راي الكسندر (بالإنجليزية: Ray Alexander)‏ هو لاعب كرة القدم الكندية أمريكي، ولد في 8 يناير 1962 في ميامي في الولايات المتحدة.

## وصلات خارجية
- راي ألكسندر على موقع مرجع كرة القدم المحترفة.كوم (الإنجليزية)